# Ottaviano Targioni Tozzetti (poeta e scrittore)
Ottaviano Targioni Tozzetti (Vernio, 23 aprile 1833 – Livorno, 27 gennaio 1899) è stato un saggista italiano.

## Biografia
Fratello di Adolfo, Ottaviano Targioni Tozzetti nacque a Mercatale, frazione di Vernio. Iniziò a studiare giurisprudenza all'Università degli Studi di Pisa, ma dovette trasferirsi per motivi politici a Siena, dove si laureò. Non aveva tuttavia alcuna inclinazione per l'avvocatura e preferì dedicarsi alle antiche scritture e all'insegnamento. Trasferitosi a Livorno nel 1864, insegnò italiano nel locale Liceo Classico Niccolini Guerrazzi, di cui in seguito divenne preside.
Strinse amicizia con Giosuè Carducci, con il quale fece parte del sodalizio letterario fiorentino Amici pedanti, e fu convintamente anti romantico. Nel 1872 assieme a Giuseppe Chiarini e Giosuè Carducci fondò a Livorno il settimanale 	«Il Mare». Oltre agli scritti d'occasione e a numerose novelle, curò due fortunate antologie, una sulla prosa l'altra sulla poesia, che vennero più volte ristampate.
Il figlio, Giovanni, fu librettista di opere, tra cui la Cavalleria rusticana di Mascagni, l'altro figlio, Dino, scrisse componimenti in dialetto livornese con lo pseudonimo di "Cangillo2.

## Pubblicazioni principali
- Il XXIX maggio 1848. Anno primo. Raccolta di scritti in prosa e in versi a cura di Ottaviano Targioni Tozzetti, Firenze, [s,n.], 1859.
- Trattato della fisonomia del maestro Aldobrandino, traslatato di francese in fiorentino volgare per Zucchero Bencivenni, a cura di Ottaviano Targioni Tozzetti, Livorno, F. Vigo, 1868.
- Trattati della virtù delle pietre. Scrittura del secolo XIV a cura di Adolfo Belimbau e Ottaviano Targioni Tozzetti, Livorno, F. Vigo, 1871.
- Antologia della prosa italiana ad uso delle scuole, Livorno, R. Giusti, 1874.
- Antologia della poesia italiana compilata e annotata da Ottaviano Targioni Tozzetti, Livorno, R. Giusti, 1883.
- Tesoretto della memoria, Livorno, R. Giusti, 1885